# ЗІЛ-153
ЗІЛ-153 — дослідний радянський бронетранспортер 1950-х років. Був створений у рамках програми із заміни БТР-152 у мотострілецьких військах. Розробка ЗІЛ-153 велася під керівництвом Н. І. Орлова в Бюро зовнішніх замовлень ЗІЛу в 1957—1959 роках, був виготовлений один прототип, що успішно пройшов випробування в 1960 році. Планувалося розгорнути його серійне виробництво і було розпочато підготовку до виробництва передсерійної партії з 10 одиниць, проте у результаті масового випуску було обрано  БТР-60, і подальші роботи з ЗІЛ-153 було припинено.